# 쌍기
쌍기(雙冀, ? ~ ?)는 후주에서 출생한 고려 시대 학자이다. 본래 후주의 시대리평사 직에 있었으나, 사신단으로써 고려에 왔다가 신병으로 인해 체류하다 귀화해 광종의 개혁에 기여했다. 당나라의 과거 임용 제도를 본따 과거제를 신설할 것을 건의했고, 과거 제도가 시행된 이후에는 시험관에 해당하는 지공거직에 임명되었다.

## 평가
현재 남아 있는 기록으로는 광종 대의 혁신적인 개혁에서의 쌍기의 역할이 과거제도에 한정되어 있으나, 실제로는 좀 더 광범위하고 결정적인 역할을 담당했을 것으로 추측된다. 그것은 이후의 학자들이 광종대 과거제도는 비판하지 않으면서도 쌍기를 비판한 것에서 짐작할 수 있다. 최승로는 광종을 평한 가운데 "쌍기를 등용한 이후로는 문사(文士)를 높이고 중히 여겨 은례(恩禮)가 지나쳤다"고 했으며, 이제현도 쌍기를 "보탬이 없었다고는 말할 수 없지만 부화(浮華)의 문(文)을 주창하여 후세에 큰 폐단을 남겼다"고 평하고 있다. 사실 광종  때에 과거는 자주 실시된 것도 아니고, 또 당시 관료층 구성에 과거출신자들이 큰 비중을 차지한 것도 아니었다. 따라서 후대에 쌍기가 비판받는 것은 그가 광종의 다른 개혁 정책에도 개입하여 당시 이해관계가 달랐던 사람들과의 사이에 많은 갈등을 일으켰다고 할 수 있다.

## 쌍기가 등장한 작품
- 《제국의 아침》(KBS, 2002년~2003년, 배우:이효정)

## 전기 자료
- 《고려사》 권93, 〈열전〉6, 쌍기